# Lille flagspætte
Den lille flagspætte (Dendrocopos minor) er en spætteart, der er udbredt i store dele af Europa og i det nordlige og centrale Asien. Arten er på størrelse med en spurv med sin længde på 14-15 cm. Den yngler sjældent i Danmark, men mest i de østlige dele. Den er regnet som en truet art på den danske rødliste 2019.